# Уолл, Уильям
Уи́льям Майкл Уолл (англ. William Michael Wall), при рождении Васи́лий Волохатю́к (укр. Василь Волохатюк; 11 июля 1911 года, Этелберт, Манитоба, Канада  —  7 июля 1962 года, Виннипег, Манитоба, Канада) — канадский политик и общественный деятель украинского происхождения. Сенатор Канады от Манитобы (1955—1962); первый украиноканадец, назначенный в Сенат Канады.

## Биография
Родился 11 июля 1911 года в селе Этелберт. Получил среднее образование в родном селе, окончив школу в 14 лет. В 1939 году Манитобский университет, получив степени бакалавра искусств и бакалавра образования с отличием. Позже учился в Гарвардском университете и Йельском университете, где получил степень доктора. 
С 1937 года работал учителем. Во время Второй мировой войны служил в Армии Канады в звании подполковника. После войны продолжил работать в школе, в 1953 году стал директором Школы лорда Нельсона в Виннипеге, самым молодым директором школы в Канаде.
Член Либеральной партии Канады. В 1955 году назначен в Сенат Канады от Манитобы по совету премьер-министра Луи Сен-Лорана. На момент назначения был одним из самых молодых сенаторов (44 года). Служил в Сенате до своей смерти 7 июля 1962 года.
Активный деятель Легиона украинско-канадских ветеранов Канадских вооруженных сил, Конгресса украинцев Канады, глава Украинского католического совета Канады (1946—1953).